# ソレルと其の子 (1927年の映画)
『ソレルと其の子』（Sorrell and Son）は、1927年のアメリカ合衆国のサイレント・ドラマ映画である。ウォーウィック・ディーピングの同名の小説を基にエリザベス・ミーアンとハーバート・ブレノンが脚本を執筆し、ブレノンが監督を務めた。ブレノンはこれにより第1回アカデミー賞監督賞のノミネートされた。
フィルムは長年にわたって消失したものとみなされていたが、2005年にアカデミー・フィルム・アーカイヴによって修復版のプリントが上映された。

## キャスト
- H・B・ワーナー（英語版）
- アンナ・Q・ニルソン（英語版）
- ミッキー・マクベーン（英語版）
- カーメル・マイヤーズ
- ライオネル・ベルモア （英語版）
- ノーマン・プリチャード
- ベッツィー・アン・ハイル
- ルイス・ウォルハイム
- ポール・マキャリスター（英語版）
- アリス・ジョイス（英語版）
- ニルス・アスター（英語版）
- メアリー・ノーラン（英語版）